# توفور 54
توفور54 هي بيئة مميزة لابتكار محتوى إعلامي وترفيهي عربي ذات مستوى عالمي انطلاقاً من أبوظبي بالإمارات العربية المتحدة، وصممت لتلهم مطوّري المحتوى وتحفّز الإبداع العربي في صناعات التلفزيون، والراديو، والسينما، والنشر، والإعلام الرقمي، والهاتف المتحرك، والموسيقي، والألعاب الإلكترونية والرسوم المتحركة، لتصبح بذلك مركزاً إقليمياً وعالمياً في هذا المجال. ويرمز اسم توفور54 إلي الإحداثيات الجغرافية لمدينة أبوظبي، الواقعة علي خط العرض 24 شمالاً وخط الطول 54 شرقاً.

## الموقع والمنطقة
تتوزع عمليات توفور54 في موقعين بأبوظبي، أولهما حرم توفور54 الرئيسي في حديقة خليفة والذي يشمل مكاتب وعمليات الشركاء ودعائم توفور54، وثانيهما إستديوهات ومنشآت وخدمات عمليات الإنتاج وما بعد الإنتاج بجانب المسرح الوطني.

## توفور54: بيئة ابتكار المحتوي
إن توفور54 هي مؤسسة مدعومة من حكومة أبوظبي، وعملت علي توفير بنية تحتية وعملية متكاملة لتوفير بيئة مميزة لابتكار وتطوير محتوي إعلامي وترفيهي عربي مستدام، وهي تقوم بذلك من خلال ثلاث دعائم رئيسية وهي: توفور54 تدريب- أكاديمية التدريب الإعلامي الرائدة في المنطقة، وتوفور54 ابتكار- ذراع يوفر التمويل والدعم للأفراد والمؤسسات العاملة بالقطاع وتوفور54 إنتاج- تسهيلات وخدمات عالمية للإنتاج وما بعد الإنتاج والبث والأرشفة الرقمية. وتحظي جميع هذه الدعائم إضافة إلي الشركاء بتسهيلات مميزة للشركاء والأفراد.
- توفور54 تدريب: وهي أكاديمية التدريب الإعلامي والتي تساعد الكفاءات والمهارات الإعلامية الموجودة حالياً وتعيد تدريبها وتصقل مواهبها وخبراتها وجيل الشباب الراغب بالعمل في هذا القطاع بأحدث الوسائل المطبّقة في هذا المجال. توفّر الأكاديمية دوراتها باللغتين العربين والإنكليزية بشتي الميادين الإعلامية كالنشر والتلفزيون والراديو والصحافة المكتوبة وغيرها.
- توفور54 ابتكار: وتهدف إلي تأسيس ركيزة صناعة ابتكار محتوي اعلامي وترفيهي عربي مستدام عن طريق نوعين من التمويل، أولهما «المختبر الإبداعي» الذي يوفر منحاً تمويلية غير ربحية والتوجيهات للمواهب العربية الشابة، وقد أعلنت مؤخراً عن تمويلها لعدد من المشاريع الإعلامية المحلية والإقليمية بالإمارات والسعودية ومصر. وثانيهما «مشاريع ابتكار»، الذي يخدم الشركات التي تحتاج إلي دعم مالي واستشاري. وإضافة إلي أعلاه تقوم توفور54 ابتكار بالاشتراك في إنتاج النسخة العربية من السلسلة التلفزيونية البريطانية المخصصة للأطفال «درايفر دان ستوري ترين» المعروض علي شاشة سي بيبيز. وتبث النسخة العربية منه تحت اسم «قطار الحكايات كابتن كريم» علي تلفزيون براعم.
- توفور54 إنتاج: تقدم أحدث المرافق والتسهيلات العالمية لمراحل الإنتاج، وما بعد الإنتاج، وخدمات البث والإرسال، وإدارة الأصول الإعلامية والدعم التقني. وهي تتضمن 6 إستديوهات إلي 23 وحدة لعمليات ما بعد الإنتاج.
- توفور54 تواصل: توفر خدمات مميزة للشركاء من التأشيرات وإدارة الملكيات وغيرها، لتساعدها علي الانتقال وبدء العمل لدينا بسرعة.
- افتح يا سمسم: في احتفالية الإطلاق الرسمي للموسم الجديد من «افتح يا سمسم»، ألقت الرئيس التنفيذي لـtwofour54 نورة الكعبي كلمة عن أهمية عودة البرنامج للشاشات العربية بعد إنتاجه في منطقتنا الإعلامية في أبوظبي، وأكدت أنه في ظل استضافة twofour54 لأكثر من 350 شركة إعلامية وحوالي 400 موظفًا مستقلًا، فإن تركيزها على صناعة المحتوى من أهم مميزاتها كمنطقة إعلامية، وقد جاء «افتح يا سمسم» ليجسّد التزام twofour54 بصناعة المحتوى العربي بأيدي عربيّة.

## شركاء توفور54
أعلنت توفور54 عن شراكتها مع عدد من أكبر الشركات والمؤسسات الإعلامية والترفيهية العالمية والإقليمية والمحلية منذ انطلاقتها عام 2008 وتجاوز عددهم المئة، ومن الشركاء:
| - شركة أبوظبي للإعلام - هيئة الإذاعة البريطانية بي بي سي - بلومبرغ. - سي سكاي بيكتشرز - سي ان ان | - فلاش للترفيه - هيل أند نولتون - إستديوهات روتانا - مؤسسة طومسون - مؤسسة طومسون رويترز - Veritas Films للإنتاج |